# Mason Ramsey
Mason Ramsey, čudežni otrok, znan kot Valmarški jodlarček (ali kar Jodlarček), z nadevkom Lil Hank Williams ali tudi Mason Blake, ameriški spletni pevec, skladatelj ter filmski igralec, * 16. november 2006.

## Življenjepis

### Mladost in družina
Mason Ramsey je rojen v Golkondi v zvezni državi Illinoisu v Združenih državah Amerike 16. novembra 2006, in je v osemnajstem letu starosti (2024). Starša sta se ga odpovedala, ko je bil star komaj tri tedne in sta odšla v drugo zvezno državo, predvidoma v Oklahomo. Prepustila sta ga v oskrbo in vzgojo njegovim starim staršem, ki sta Ernest in Frances Ramsey; onadva skrbita tudi za njegovo devet let starejšo sestro, rojeno 1997; kot sirota brez staršev niti danes ne ve zanje, ker "živita svoje življenje". Pred kratkim je njegov dedek umrl, kar je mladega pevca hudo potrlo.

## Glasbena kariera
Kot priljubljenega popevkarja se ga je prijel nadimek Valmarški jodlarček (The Walmart Yodeling Boy) ali kar Jodlarček (“Yodel boy”). Ko je bil star sedem let, je že pel na TV božične pesmi skupaj s pevcem in skladateljem Rogersom. 

### Nenadna priljubljenost
Marca 2018 so 11-letnega Masona Ramseyja iz Golcondeposneli s kamero, kako prepeva »Lovesick Blues« v trgovini Walmart v Harrisburgu. V nekaj dneh so videoposnetki njegovega nastopa skupaj zbrali več kot 25 milijonov ogledov in je postal viralna senzacija ter internetni mem . Ramseyjev nastop je sprožil novo zanimanje za 70 let star posnetek pesmi Hanka Williamsa in marca je Rolling Stone poročal, da je Spotifyjeva lestvica Viral 50 za ZDA Williamsov "Lovesick Blues" uvrstila na tretje mesto, po vsem svetu pa na četrto mesto.

### Novi nastopi
Zaradi svoje na novo pridobljene slave se je Ramsey pojavil v The Ellen DeGeneres Show. Rekel je, da so njegove sanje, da bi nekega dne nastopil na Grand Ole Opry, DeGeneres pa je Ramseyja presenetil z besedami, da je rezerviran za naslednji vikend.  13. aprila 2018 je ameriški DJ Whethan izvedel Ramseyja med njegovim nastopom na Coachella Valley Music and Arts Festival v Indio v Kaliforniji.
Konec aprila je podpisal pogodbo z založbama Atlantic Records in Nashvil založba Big Loud. Njegova pesem uspešnica "Famous« se je uvrstila na 62. mesto ameriške Billboard Hot 100, EP pa je bil uvrščen na 7. mesto lestvice Billboard's Heatseekers Albums. Ramsey je izvajal ikonične pesmi številka 1 na Billboard 60. obletnica lestvice Hot 100; od leta 1960 je pel uspešnice Mariah Carey, Billy Joel, Paul McCartney, Stevie Wonder, Celine Dion, The Monkees, The Jackson 5, Whitney Houston, Beyoncé in Adele. ref>»Watch Mason Ramsey Sing Beyoncé, Whitney Houston & More No. 1s Through the Decades«. Billboard. Pridobljeno 15. avgusta 2018.</ref>
8. junija 2018 je izdal svojo priredbo »Lovesick Blues«. 29. junija 2018 je izdal "Jambalaya (On the Bayou)" in "The Way I See It". 20. julija 2018 je izdal svoj debitantski razširjeni album (EP) Famous. Predstavljen je bil v Lil Nas Xjevem tretjem remiksu "Old Town Roada" Billy Ray Cyrus skupaj z Young Thugom.
Po premoru zaradi mutiranja od 2019 je leta 2020 posnel reklamo za Burger King, v kateri jodla o pereči temi onesnaževanja okolja: tokrat o izločanju metana pri govedoreji. Zaradi pandemije covida-19 je imel premor tudi leta 2021. Sam Ramsey je rekel, da zdaj igra košarko pod imenom svojega vzornika Masona Blaka, ki ga pravzaprav ima za svojega vzornika; obenem igra na zunanjem igrišču s prijatelji.
Leta 2022 je Ramseyjeva pesem "Before I Knew It" z njegovega EP-ja Twang iz leta 2019 postala priljubljena na TikToku, potem ko jo je uporabil v več videoposnetkih, v katerih je sledilce obveščal o svojem življenju, in razkril, da zdaj dela pri Subwayu.

## Dela

### Filmi
| Leto | Naslov                  | Vloga         |
| ---- | ----------------------- | ------------- |
| 2019 | The Angry Birds Movie 2 | Oliver (glas) |
| 2020 | Cows Menu (Burger King) | On sam        |

### Zgoščenke
| Naslov           | Opis                                                                                             |
| ---------------- | ------------------------------------------------------------------------------------------------ |
| Famous           | - Objavljeno: 20. julij 2018 - Založba: Atlantic, Big Loud - Oblika: Digital download, streaming |
| Twang            | - Objavil: 26. julij 2019 - Založba: Atlantic, Big Loud - Oblika: Digital download, streaming    |
| Falls Into Place | - Objavil: 20. oktober 2023 - Založba: Atlantic, Big Loud - Oblika: Digital download, streaming  |

### Nastopi

#### Kot glavni izvajalec
| Naslov                                                 | Leto | Najvišje mesto na lestvici | Najvišje mesto na lestvici | Najvišje mesto na lestvici | Album |                    |
| Naslov                                                 | Leto | US                         | US Country                 | UK                         | Album | IRE                |
| ------------------------------------------------------ | ---- | -------------------------- | -------------------------- | -------------------------- | ----- | ------------------ |
| "Famous"                                               | 2018 | 62                         | 4                          | 100                        | —     | Famous             |
| "Lovesick Blues"                                       | 2018 | —                          | —                          | —                          | —     | Famous             |
| "The Way I See It"                                     | 2018 | —                          | —                          | —                          | —     | Famous             |
| "Jambalaya (On the Bayou)"                             | 2018 | —                          | —                          | —                          | —     | Famous             |
| "Yo da Lady Who"                                       | 2018 | —                          | —                          | —                          | —     | Famous             |
| "I Saw the Light"                                      | 2018 | —                          | —                          | —                          | —     | Famous             |
| "White Christmas"                                      | 2018 | —                          | —                          | —                          | —     | Ni izdal zgoščenke |
| "Twang"                                                | 2019 | —                          | —                          | —                          | —     | Twang              |
| "Puddle of Love"                                       | 2019 | —                          | —                          | —                          | —     | Twang              |
| "How Could I Not"                                      | 2019 | —                          | —                          | —                          | —     | Twang              |
| "On My Way"                                            | 2019 | —                          | —                          | —                          | —     | Twang              |
| "Before I Knew It"                                     | 2019 | —                          | —                          | —                          | 100   | Twang              |
| "Next Right Thing"                                     | 2023 | —                          | —                          | —                          | —     | Falls Into Place   |
| "Falls Into Place"                                     | 2023 | —                          | —                          | —                          | —     | Falls Into Place   |
| "All I Wanna Be"                                       | 2023 | —                          | —                          | —                          | —     | Falls Into Place   |
| "She Got It Outta Me"                                  | 2023 | —                          | —                          | —                          | —     | Falls Into Place   |
| "Reasons to Come Home"                                 | 2023 | —                          | —                          | —                          | —     | Falls Into Place   |
| "Run Run Rudolph (Masonova izvedba)"                   | 2023 | —                          | —                          | —                          | —     | Ni izdal zgoščenke |
| "Here All Day"                                         | 2024 | —                          | —                          | —                          | —     | Ni izdal zgoščenke |
| "Blue Over You"                                        | 2024 | —                          | —                          | —                          | —     | Ni izdal zgoščenke |
| "Something You Can Hold"                               | 2024 | —                          | —                          | —                          | —     | Ni izdal zgoščenke |
| "—" pomišljaj označuje, da na tem ozemlju ni nastopal. |      |                            |                            |                            |       |                    |

#### Kot umetniški sodelavec
| Naslov                                                                             | Leto | Album              |
| ---------------------------------------------------------------------------------- | ---- | ------------------ |
| "Old Town Road" (Lil Nas X sodelujeta Billy Ray Cyrus, Young Thug in Mason Ramsey) | 2019 | Ni izdal zgoščenke |

### Druge pesmi
| Naslov             | Leto | Najvišje mesto na lestvici | Album |
| Naslov             | Leto | IRE                        | Album |
| ------------------ | ---- | -------------------------- | ----- |
| "Before I Knew It" | 2022 | 100                        | Twang |

### Glasbeni videi
| Video                  | Leto |
| ---------------------- | ---- |
| "Lovesick Blues"       | 2018 |
| "Twang"                | 2019 |
| "How Could I Not"      | 2019 |
| "Before I Knew It"     | 2022 |
| "Reasons to Come Home" | 2023 |
| "She Got It Outta Me"  | 2023 |
| "Next Right Thing"     | 2023 |
| "Blue Over You"        | 2024 |

### Članki
- Mason Ramsey Wiki, Age, Wife, Biography, Height, Girlfriend, Net Worth, 2022 (thestarbio.net) The Star Bio
- Mason Ramsey - Age, Family, Bio | Famous Birthdays Mason Ramsey COUNTRY SINGER #927 most popular
- Mason Ramsey Biography - Facts, Childhood, Family Life & Achievements (thefamouspeople.com)

### Pesmi in videi
- (87) Mason Ramsey Answers Fan Questions (And Yodels!) - YouTube "I'm a singer who likes to sing!" (Jaz sem pevec, ki rad poje)
- Inside the Strange Fame of ‘Yodel Boy’ Mason Ramsey – Rolling Stone: Inside the Curious Fame of ‘Lil Hank Williams’. BY JONATHAN BERNSTEIN. AUGUST 27, 2018
- Mason Ramsey and Grandpa having Twang on Father's day YouTube, 20. oktober 2020
- (88) Youngest America's Got Talent Comedian | Nathan Bockstahler | Full Audition & Performances - YouTube 27. november 2017: America’s Got Talent Season 11
- Mason Ramsey Lyrics, Songs, and Albums | Genius
- (20+) Facebook Letošnji nastopi